# Ziborium (Altaraufbau)

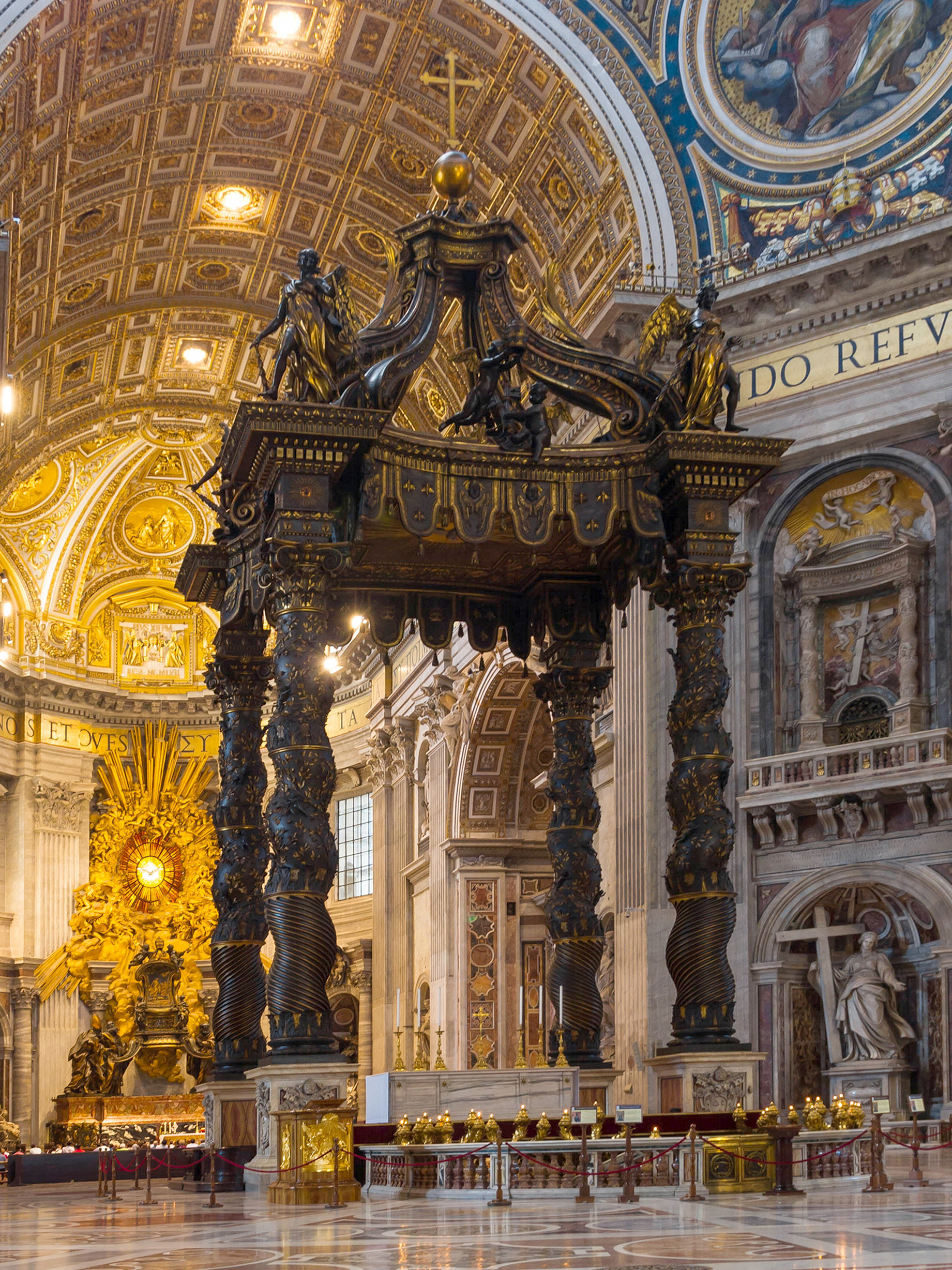
Ziborium Berninis über dem Hochaltar des Petersdoms

Ein Ziborium (lateinisch ciborium ‚Trinkbecher‘, Mehrzahl Ziborien, vgl. Ziborium (Gefäß)) ist ein auf Säulen ruhender Aufbau über einem Altar. Ein solcher steinerner Altarüberbau, ein Altarziborium oder Baldachin, findet sich besonders häufig in Kirchen in Italien.

## Entwicklung
Schon in der frühchristlichen Basilika sollte das Ziborium den frei stehenden Altar über dem Märtyrergrab auszeichnen und schützen; auch als Element der Nobilitierung weiterer bedeutender Grabstätten ist es bekannt. Am Ziborium hing über dem Altar das Gefäß mit dem geweihten Brot und zwischen den Säulen waren Vorhänge angebracht, die während des Kanons zugezogen wurden.
Das bedeutendste erhaltene Hochaltarziborium in Italien ist das der Kirche Sant’Ambrogio in Mailand, das vermutlich um die erste Jahrtausendwende entstand. Auf antiken Porphyrsäulen ruhend, mit ebenso wieder verwendeten Kapitellen eines älteren Ziboriums, zeigt es in seinen vier Giebelfeldern monumentale Figurenreliefs aus Stuck, mit dem zu dieser Zeit vornehmlich byzantinische Künstler arbeiteten. Die Rahmenelemente sind in ihrer Dimensionierung und ihrem Dekor nicht symmetrisch, der Schmuck wechselt zwischen geometrischen und organischen Ornamenten.
Beispiele in Deutschland aus romanischer Zeit finden sich in der Stiftskirche Hamersleben aus dem ersten Viertel des 13. Jahrhunderts und mit dem Ziborium über dem Hauptaltar der Benediktinerabtei Maria Laach aus dem Jahr 1256. Letzteres bekrönte ursprünglich das Grab des Stifters der Kirche, stellt also eine thematische Abwandlung des Baldachins über dem Märtyrergrab dar. Auch die im frühen Mittelalter aufkommenden Nebenaltäre wurden mit Ziborien ausgestattet, die jetzt fast immer vor einer Wand standen oder aus ihr hervortraten. Ein schönes Beispiel aus dem Zeitalter der Gotik sind die fünf mit Wimpergen, Fialen und Statuen geschmückten Ziborienaltäre im Regensburger Dom.

Für die Gestaltung im Barock wurde das Ziborium Berninis über dem Hochaltar der Peterskirche in Rom maßgebend. Das Ziborium über dem Hochaltar in St. Paulin in Trier ist ein Beispiel aus Deutschland.

Galerie
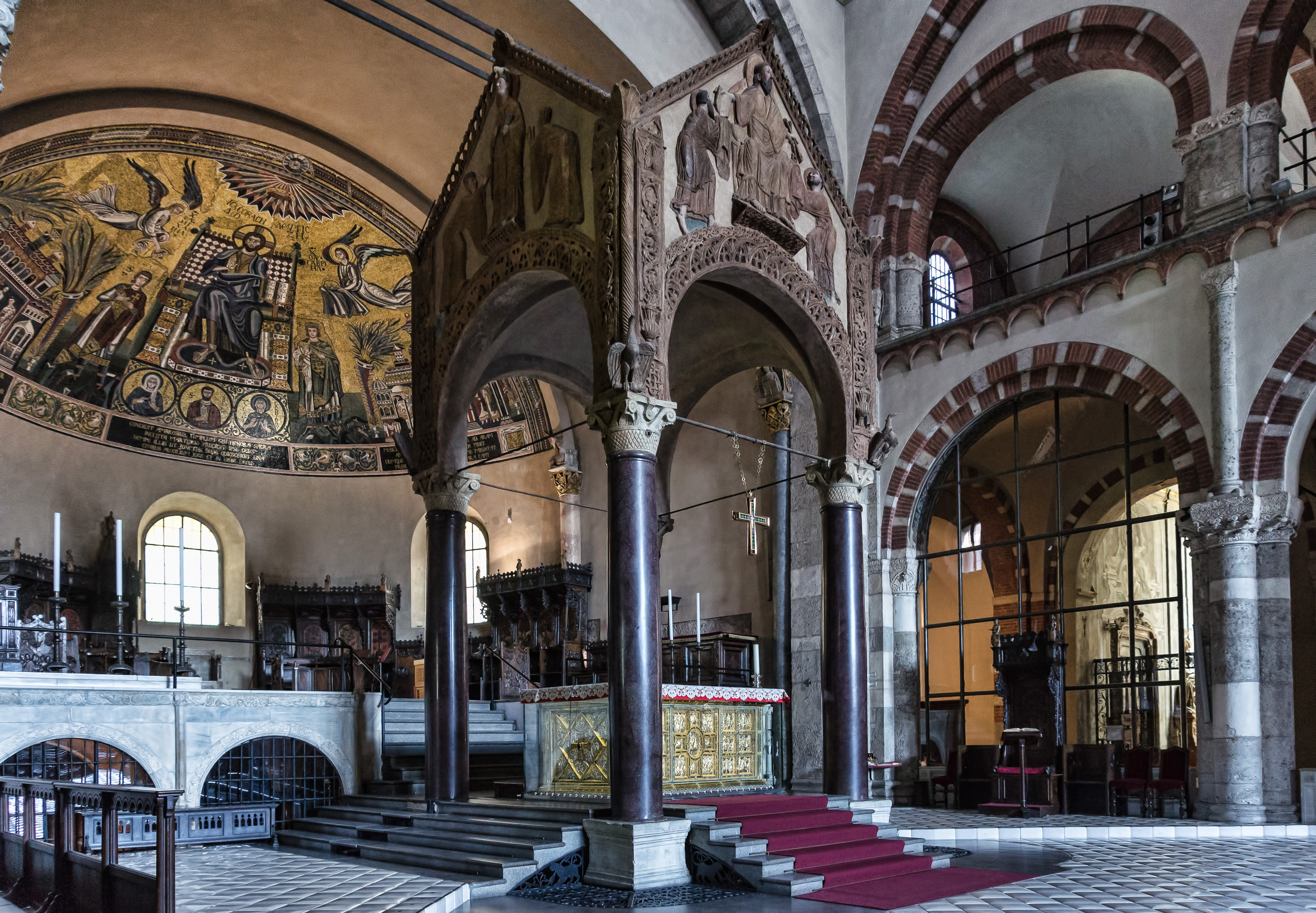
Hochaltarziborium in Sant’Ambrogio, Mailand
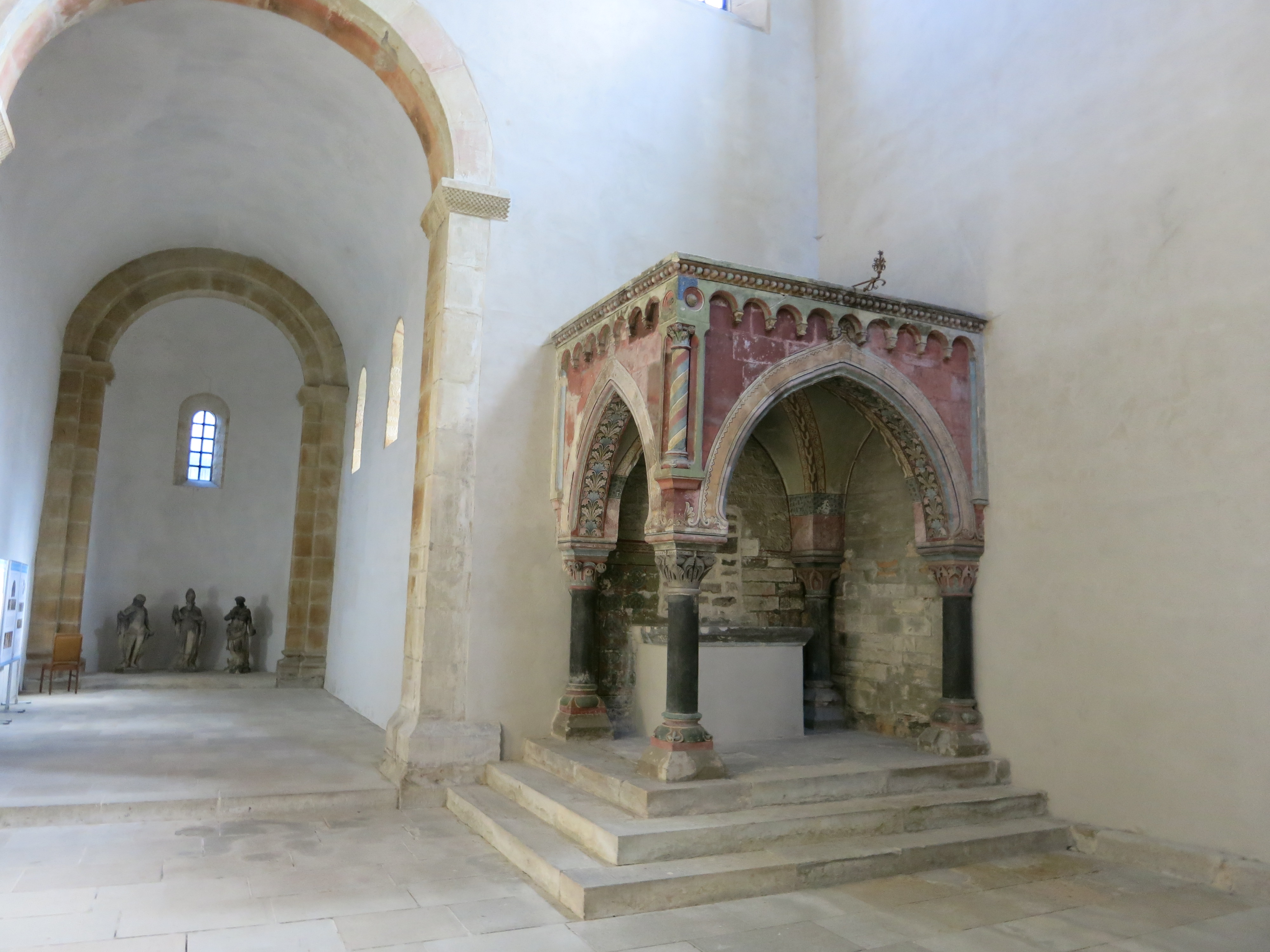
Altarziborium Stiftskirche Hamersleben, 1. Viertel 13. Jh.
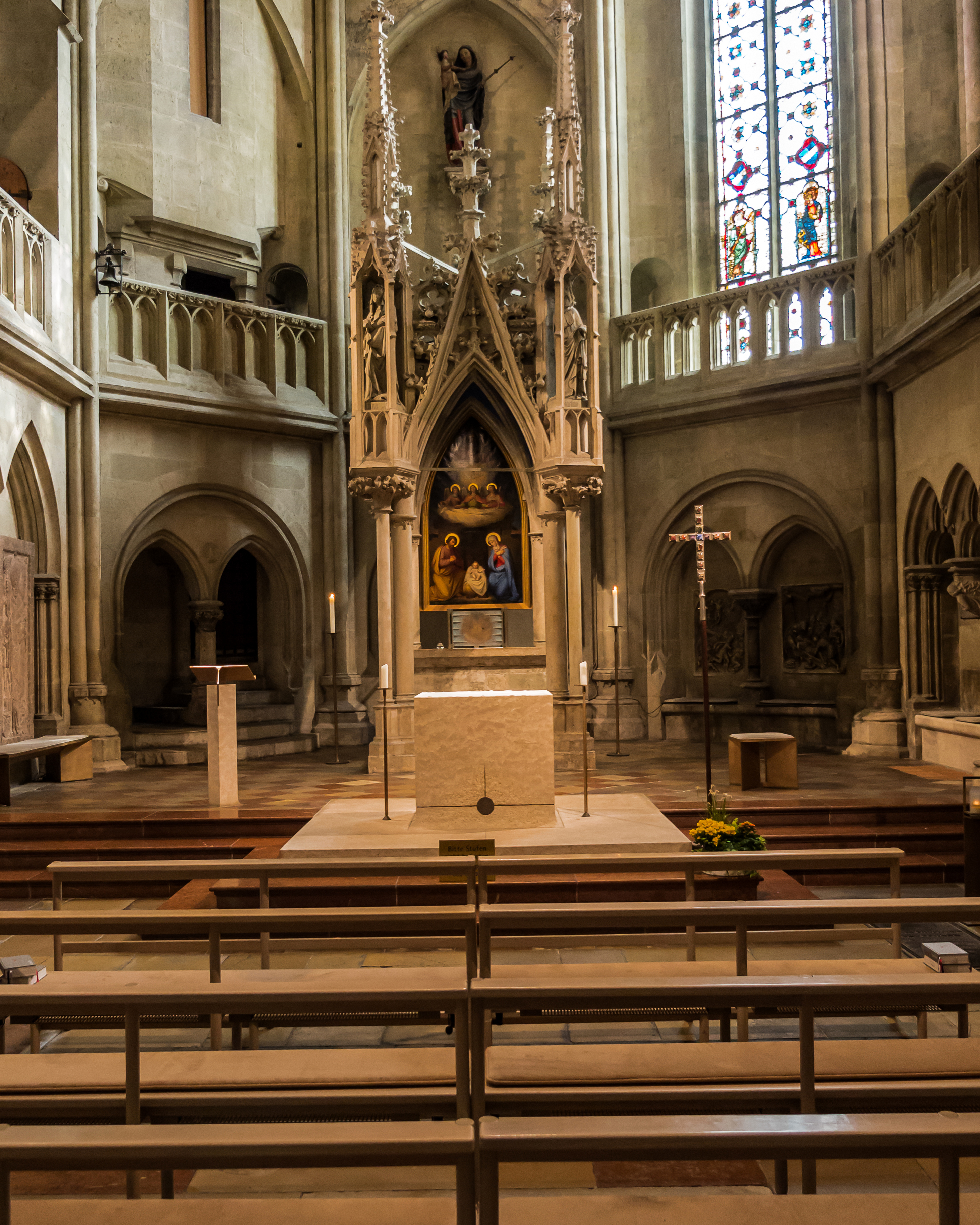
Einer der gotischen Ziborienaltäre im Regensburger Dom
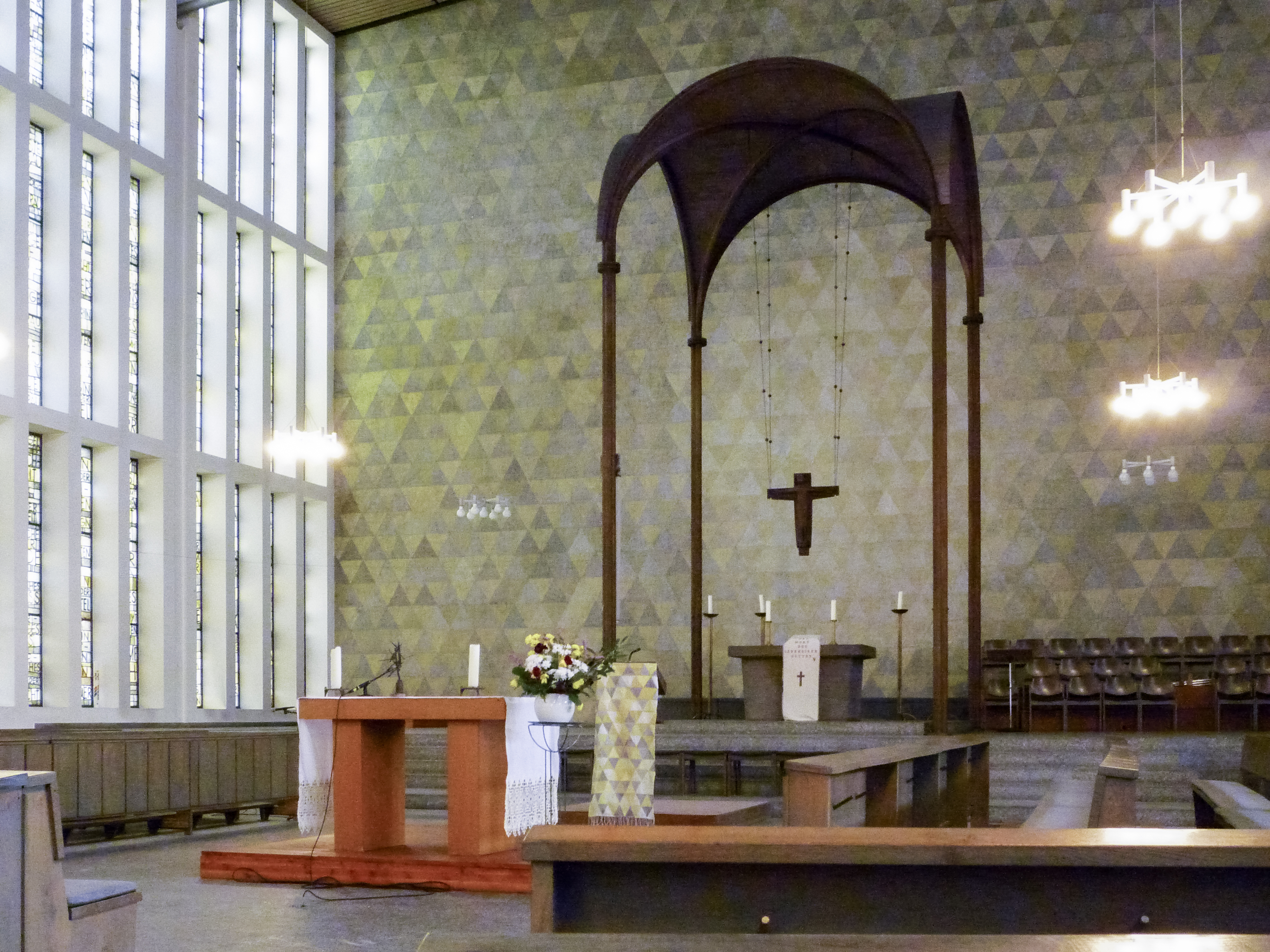
Ziborium im modernen Kirchenbau: Maria Hilf in Frankfurt am Main
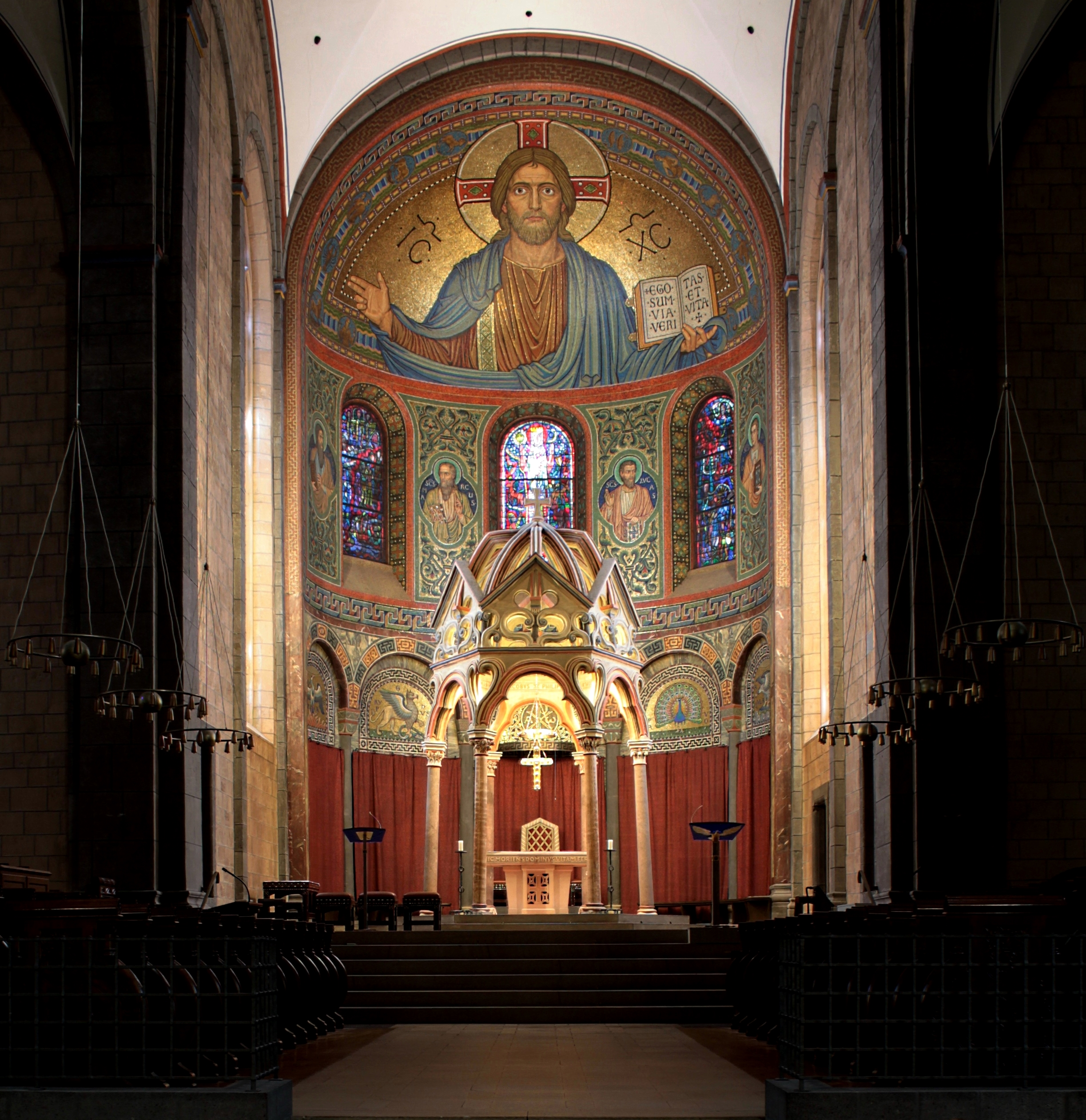
Ziborium in der Hauptapside der Benediktinerabtei Maria Laach